# Klaret
Klaret (auch Magister Bohemarius Bartholomeus de Solencia dictus Claretus, Geburtsname Bartoloměj z Chlumce, * etwa 1320 in Chlumec nad Cidlinou; † etwa zwischen 1370 und 1379) war ein tschechischer Schriftsteller und Arzt, Domherr auf dem Veitsdom in Prag, Meister und Gelehrter an der Prager Universität.
Er war einer der ersten Studenten an der neu eingerichteten Karls-Universität in Prag. Meister Klaret war zunächst Domherr und Schulmeister (Lehrer) auf dem St. Veits-Dom und lehrte die sogenannte Prager Lehre, ein Vorbereitungskurs für den Besuch der Universität. Daneben schrieb er medizinische Bücher, Gedichte und naturwissenschaftliche Abhandlungen.
Seine enzyklopädischen Werke verfasste er nicht, wie damals üblich nur in Latein, sondern benutzte auch die Altböhmische Sprache. Wie damals üblich, benutzte er die Versform, da damit das Wissen von den Schülern besser aufgenommen wurde. Beteiligt an diesen Enzyklopädien waren zahlreiche Gelehrte und man vermutet auch die direkte Beteiligung des Kaisers Karl IV.
Nach dem Historiker Wesselski übernahm Klaret etwa die Hälfte seiner enzyklopädischen Erläuterungen aus antiken Sagen und freier Paraphrase Phaedra - Anonymus Neveleti aus dem 12. Jahrhundert, Erläuterungen aus der Bibel, sowie aus allgemein verbreiteten Wissen des Mittelalters.
Während sein Leben im Dunkeln blieb, so hatten doch seine Bücher einen großen Einfluss auf den weiteren Verlauf der böhmischen Geschichte. So waren sie fruchtbarer Boden für die Bemühungen von Jan Hus die böhmische Sprache zu reformieren und die Begriffe und Verweise finden sich noch in der Literatur des 16. Jahrhunderts.

## Werke

### Enzyklopädien
- Bohemarius (Bohemář) – 981 in Verse gefasste Hexameter wissenschaftlicher Begriffe. Klaret beschreibt nur die Hauptwörter von 2.500 Fachbegriffen mit der Verwendung von Neologismen. Acht Kapitel erklären Begriffe zu Gott, Natur, Menschen, Gesellschaft, Gemeinde, Klerus, Krieg und Beruf. Zum Schluss führt er auf, dass er viele Themen aus den Büchern gelehrter Doktoren übernahm. Um wen es sich handelte, führt er jedoch nicht auf.
- Der Schatz der Armen - Glossar (Poklad chudých – Glosář oder Glossarius), etwa 1360 - 2.688 in Versen gefasste Erklärungen. Er beinhaltet die Terminologie der trivia und Quadrivium. Erweiterung des Bohemář. Das Buch ist in acht Kapiteln unterteilt und beinhaltet zusätzlich auch im Gegensatz zu Bohemarius auch Substantive, Adjektive, Pronomina und Adverb. Es war von Anbeginn als ein Prestigeobjekt des Klaret angelegt, an dem auch nun namentlich genannte Persönlichkeiten mitgearbeitet haben, darunter Karl IV. Erzbischof Arnošt z Pardubic, Olmützer Bischof Johann Očko von Wlašim, Kaiserlicher Arzt Havel ze Strahova und Autoren von naturwissenschaftlichen Werken, die er zum Teil aufführt. Allerdings verwendete er oft Namen berühmter Persönlichkeiten, deren Bücher er aber nicht verwendete, sondern das Wissen aus Werken weniger bekannte Autoren schöpfte. Mit der Nennung von Solina, Ambros von Mailand und anderen berühmten Gelehrten wollte er seinem Buch eine gewisse Qualität vermitteln.
- Grammatik –Vokabular (Vokábulář gramatický) – Lehrbuch über Fachterminologie der Sieben Freie Künste. Alle 7.000 Begriffe sind in lateinischen und altböhmischen Versen erklärt.

## Wissenschaftliche Literatur
- Medicaminarius - erklärt in Versen den Inhalt des Buches Regimen scholae Salernitanae
- Complexionarius - beschreibt vier verschiedene Verhaltensweisen und deren Folgen.
- Astronomicus (Astronominarius) – Ein Buch, in dem er über Astronomie und den Einfluss der Sterne auf menschliche Schicksale schreibt.
- Secundus liber de naturalibus,- Fortsetzung des Astronomicus
- Exemplarius auctorum (Vzorník autorů), 1366 – Ein Verzeichnis von menschlichen und mythischen Persönlichkeiten. Vögeln, Tieren und Sachen. Unvollendet.

### Poesie
- Vogelgarten (Ptačí zahrádka) – Lateinische Gedichte

## Sonstige Veröffentlichungen
- Enigmatiku – Ein Rätselbuch mit 153 meist zweiversigen Rätseln
- Ortulus phizologye (Garten der Physiologie - Zahrádka fyziologie) 1365, Ein Physiologis, naturwissenschaftliches Buch, allerdings gespickt mit Un- und Halbwahrheiten sowie Legenden. So werden Tiere beschrieben wie das Einhorn, Phönix oder Wesen wie die Sirenen. Im Kapitel über die Löwen wird dann zum Beispiel berichtet, dass der Löwe ein Totgeborenes auf die Welt bringt, welchem der männliche Löwe am dritten Tag das Leben einhaucht (ein Vergleich mit der Auferstehung Jesu).